# Værker på Bornholms Kunstmuseum
Denne liste bliver periodisk opdateret af en bot. Manuelle ændringer ved listen bliver fjernet ved næste opdatering!
| billede | artikel                                                          | år        | skaber             | genre                  | afbilder                           | [[Kunstindeks Danmark |
| ------- | ---------------------------------------------------------------- | --------- | ------------------ | ---------------------- | ---------------------------------- | --------------------- |
|         | Parti fra Hammershus slotsruiner, set fra indgangen til ruinerne | 1849      | Ferdinand Richardt | landskabsmaleri        | Hammershus blå himmel              |                       |
|         | Portræt af Vilhemine Erichsen                                    | 1867      | Kristian Zahrtmann | portræt                | Vilhelmine Erichsen                |                       |
|         | Bedstemors have                                                  | 1869      | Kristian Zahrtmann |                        | hus køkkenhave kvinde              |                       |
|         | Jubal og familie                                                 | 1876 1878 | Kristian Zahrtmann | religiøs kunst         | Jubal                              |                       |
|         | Ved bedstemors sygeseng                                          | 1879      | Michael Ancher     |                        |                                    |                       |
|         | Helligdomsklippen ved Rø                                         | 1890      | Michael Ancher     | landskabsmaleri        |                                    |                       |
|         | Det mystiske bryllup i Pistoja                                   | 1894      | Kristian Zahrtmann | historiemaleri         | Pistoia                            |                       |
|         | Leonora Christina i Blåtårn Kvinde laver sig et øllebrød         | 1896      | Kristian Zahrtmann | historiemaleri portræt | Leonora Christina Ulfeldt øllebrød |                       |
|         | Zahrtmann maler i Civita d'Antino                                | 1905      | Johannes Wilhjelm  | portræt                | Kristian Zahrtmann staffeli barn   |                       |
|         | Portræt af Martin Andersen Nexø                                  | 1910      | Michael Ancher     | portræt                | Martin Andersen Nexø pibe hat      |                       |
|         | solopgang                                                        | 1921      | Claus Johansen     | stemningsmaleri        | solopgang hus træ                  |                       |
|         | Silden soltørres. Gudhjem.                                       | 1926      | Laurits Tuxen      |                        |                                    |                       |
|         | Sommersol                                                        | 1938      | Claus Johansen     |                        |                                    |                       |
|         | Marevadgaard                                                     | 1938      | Claus Johansen     |                        | bygning stamme                     |                       |